# Phrynobatrachus cornutus
Phrynobatrachus cornutus är en groddjursart som först beskrevs av George Albert Boulenger 1906.  Phrynobatrachus cornutus ingår i släktet Phrynobatrachus och familjen Phrynobatrachidae. IUCN kategoriserar arten globalt som livskraftig. Inga underarter finns listade i Catalogue of Life.